# 奥尔贾泰科马斯科
奥尔贾泰科马斯科（義大利語：Olgiate Comasco），是意大利科莫省的一个市镇。总面积10平方公里，人口11268人，人口密度1126.8人/平方公里（2009年）。ISTAT代码为013165。

## 友好城市
- 法國利扬库尔
- 匈牙利布达佩斯第二十区
- 義大利圣卡塔尔多